# Município de Franklin (condado de Monroe, Ohio)
Localização do Ohio nos E.U.A.
O município de Franklin (em inglês: Franklin Township) é um município localizado no condado de Monroe no estado estadounidense de Ohio. No ano de 2010 tinha uma população de 427 habitantes e uma densidade populacional de 6,93 pessoas por km².

## Geografia
O município de Franklin encontra-se localizado nas coordenadas 39° 43′ 46″ N, 81° 17′ 03″ O. Segundo a Departamento do Censo dos Estados Unidos, o município tem uma superfície total de 61.61 km², da qual 61,6 km² correspondem a terra firme e (0,01 %) 0,01 km² é água.

## Demografia
Segundo o censo de 2010, tinha 427 pessoas residindo no município de Franklin. A densidade populacional era de 6,93 hab./km².